# Kevin Catalán
Kevin Wladimir Catalán Ojeda (Quillota, 2 de abril de 1999) es un futbolista chileno. Nacido en la cuidad de Quillota, actualmente Juega como arquero en Club de Deportes Puerto Montt de la Segunda División Profesional de Chile.
El 21 de enero de 2025, fue anunciado como nuevo refuerzo de Deportes Puerto Montt.

## Clubes
| Club                  | País  | Año       |
| --------------------- | ----- | --------- |
| San Luis              | Chile | 2016-2019 |
| Provincial Osorno     | Chile | 2021-2024 |
| Deportes Puerto Montt | Chile | 2025-Act. |